# Arroyo de la Cruz
Arroyo de La Cruz es una localidad perteneciente al partido de Exaltación de la Cruz en la provincia argentina de Buenos Aires.

## Historia
Su nombre es originario en mención al Arroyo que lo circunda y que es uno de los tantos que desembocan en el río Paraná, originalmente la zona que hoy es Arroyo de La Cruz se la conocía en 1818 como Cañada de la Cruz; dándose batalla el 28 de junio de 1820. El enfrentamiento de la Cañada de la Cruz fue el 28 de junio de 1820, el cual se situó en el Paraje “Puente Fierro” lindero a la actual Ruta Nacional N.º 8. Tierras que pertenecieron, posteriormente, a la Sra. María Clara Tormey de Correa, quien la denominara como estancia La Patrona y los alrededores de la zona que hoy comprenden Capilla del Señor y Arroyo de La Cruz: A orillas de la Cañada de la Cruz, se encontraron 2000 hombres de Soler con los 1500 de López. Los porteños quedaron al mando del propio Soler y de los coroneles Manuel Pagola y Domingo French, el mismo de la Semana de mayo. El ejército porteño incluía 178 de artillería con 4 piezas, 156 de infantería, 232 Dragones, 247 Blandengues y 290 Cazadores. 
Las divisiones de López iban al mando de Carlos María de Alvear y José Miguel Carrera, ex gobernantes de la Argentina y Chile, dos personajes inesperados que se acababan de unir al ejército del caudillo federal. La batalla fue iniciada por un ataque de Pagola sobre las fuerzas de Carrera, que lograron rechazarlo a costa de enormes esfuerzos. Soler ordenó entonces a su artillería que rompiera el fuego, y al frente de seiscientos hombres de las mejores tropas cargó sobre el centro de la línea enemiga. Al cruzar la cañada con sus dragones y milicianos se le vino encima Alvear con sus proscritos, haciendo frente por dos veces a la terrible e impetuosa carga de Soler, que le obligó a replegarse, deshecho sobre su reserva. Luego del choque con Soler, las divisiones de Alvear y Carrera cargaron por el flanco a la división de French, que había quedado empantanada en lo más barroso de la Cañada, logrando causarle muchas bajas. López aprovechó esta ocasión para lanzar un ataque con sus dragones, y ambos ataques decidieron el combate. Soler escapó con una pequeña escolta en dirección a Luján. Su derrota fue completa; en el campo de batalla dejó casi 200 muertos, numerosos prisioneros, entre ellos el general French, y todas sus piezas de artillería. Días después presentaría su renuncia. al culminar el combate, Carlos María de Alvear, proclama a la cañada de la cruz con el nombre de EL ARROYO DE LA CRUZ; Desde donde hoy se conoce la zona y el pueblo que así lleva su nombre. 

### Llegada del ferrocarril
Luego en 1895, la zona despoblada surge por el paso del Ferrocarril la estación de tren fue inaugurada en el año 1909, siempre se utilizó para el paso de trenes de carga. Sus vías corresponden al Ramal CC del Ferrocarril General Belgrano. Sus vías e instalaciones están concesionadas a la empresa Trenes Argentinos Cargas y Logística. Solía formar parte del ex FC Central Córdoba de la línea Retiro - Rosario. 
Dicha estación fue parada obligada de descanso para los operarios y trabajadores del ferrocarril que aprovechaban su recreo para descansar en la vieja pulpería y almacén de campo que también queda como emblemática a la veda de la hoy ruta 192 (ex 193) que solo era un camino de tierra como calle para acceder a 5 km al pueblo de Capilla del Señor. En 1977, fue clausurada hasta entonces con la esperanza de que se ponga en marcha para trenes de pasajeros y de carga. 
Por aquellos años también funcionaba junto a la estación del ferrocarril la oficina del viejo correo, la cual también dejó de funcionar cuando la estación fue paralizada.
Unos años después el loteo de lo que hoy es el pueblo de Arroyo de La Cruz eran campos pertenecientes a las Sras Olga y Margarita Vadano y que aproximadamente en 1977 cuando la estación de ferrocarril es cerrada deciden lotear sus campos a través del llamado loteo a cargo de Bracato, el loteo se divide en dos barrios dentro de ARROYO DE LA CRUZ barrio La Esperanza y barrio Don Mateo, en alusión al viejo y solitario almacén de dicho dueño en los ochenta porque a los lotes los dividía un extenso campo el cual en la actualidad aún funciona a cargo del Sr Ricardo Verón y marcó así la división de los dos barrios que conforman en la actualidad la totalidad del pueblo. La ruta que hoy es llamada 192 (ex 193) era de tierra hasta hace 5 años y esa estupenda labor contribuyó ampliamente al crecimiento poblacional del pueblo como así también al desarrollo, ya que solamente lo separan 5 km de la cabecera del partido de Exaltación de la Cruz, Capilla del Señor, y la misma cantidad hacia la otra margen con el pueblo de Parada Robles.

## Transporte
Arroyo de la Cruz es accesible en transporte público mediante el servicio de la Línea 501 RAMAL "C": Capilla del Señor - Bº Arturo Mateo, operado por la empresa Ruta Bus S.A. En su recorrido transita por Capilla del Señor, Arroyo de la Cruz, Parada Robles y el barrio "Arturo Mateo".

## Accesos
Desde la ciudad autónoma de Buenos Aires tomar acceso norte, Panamericana y Acceso a la ruta nacional 8 hasta el km. 77,5 y tomar la Ruta provincial 192 que une con Capilla del Señor y los separa a ambos pueblos tan solo 5 km y en la actualidad se encuentra totalmente asfaltada.

## Población
Cuenta en el 2015 con un crecimiento poblacional inmenso sextuplicando su crecimiento desde el último censo en 2010 y alcanzando los 2.000 habitantes estables y semi estables con casas de fines de semana. Censos anteriores: 243 habitantes (Indec, 2010), lo que representa un incremento del 31% frente a los 185 habitantes (Indec, 2001) del censo anterior.
| Gráfica de evolución demográfica de Arroyo de La Cruz entre 1991 y 2010 |
|                                                                         |
| Fuente: Censos nacionales del INDEC                                     |